# Gas House Kids
Gas House Kids é um filme de comédia dramática norte-americano de 1946, dirigido por Sam Newfield e estrelado por Robert Lowery, Billy Halop e Teala Loring. Ele foi seguido por duas sequencias, Gas House Kids Go West e Gas House Kids in Hollywood, ambos lançados em 1947. Junto com várias outras séries feitas na época, ele foi inspirado pelo Dead End Kids.

## Elenco
- Robert Lowery como Eddie O'Brien
- Billy Halop como Tony Albertini
- Teala Loring como Colleen Flanagan
- Carl Switzer como Sammy Levine
- David Reed como Pat Flanagan
- Rex Downing como Mickey Papopalous
- Rocco Lanzo como Gus Schmidt
- Hope Landin como Mrs. O'Brien
- Ralph Dunn como Detetive O'Hara
- Paul Bryar como Shadow Sarecki
- Charles C. Wilson como Inspetor Shannon